# یواس‌اس پی‌سی-۱۱۳۶
یواس‌اس پی‌سی-۱۱۳۶ (به انگلیسی: USS PC-1136) یک زیردریایی بود که طول آن ۱۷۳ فوت ۸ اینچ (۵۲٫۹۳ متر) بود. این زیردریایی در سال ۱۹۴۳ ساخته شد.